# هواتشو
هواتشو (بالإنجليزية: Huacho)‏ هي مدينة، تتبع Huaura province ‏، هي عاصمة Huaura province ‏، وHuacho District ‏، وإقليم ليما، بلغ عدد سكانها 55632 نسمة.